# Mikrí Vólvi
Mikrí Vólvi, en  : Μικρή Βόλβη, est un village du dème de Vólvi, district régional de Thessalonique, en Macédoine-Centrale, Grèce.
Selon le recensement de 2011, la population du village s'élève à 555 habitants.